# Kamienica Koya w Krakowie
Kamienica Koya – zabytkowa kamienica znajdująca się w Krakowie, w dzielnicy I przy ulicy św. Anny 7, na rogu z ulicą Jagiellońską 14, na Starym Mieście.
Jest to budynek dwupiętrowy, o bogato zdobionej fasadzie. Okna parteru i drugiego piętra zwieńczone są prostokątnie, natomiast pierwszego piętra – półkoliście.
Kamienica została wzniesiona w 1900 w miejscu wyburzonej gotyckiej zabudowy. Projektantem budynku był architekt Karol Scharoch. Od 1901 roku w kamienicy znajdowała się mleczarnia W. Chmury, a następnie restauracja „Hajty”, wykupiona w czasie I wojny światowej przez M. i W. Kapustów, szczególnie znana wówczas wśród profesorów i studentów Uniwersytetu Jagiellońskiego. 
7 grudnia 1987 kamienica została wpisana do rejestru zabytków. Znajduje się także w gminnej ewidencji zabytków.